# Jakub Štochl
Jakub Štochl (Hořovice, 2 febbraio 1987) è un calciatore ceco, difensore del Graffin Vlašim.